# 근 (단위)
근(斤)은 질량과 무게의 단위이며, 1근은 16냥 또는 160돈이며, 미터법으로는 약 600g이다.
한(漢) 때에는 약 233g이고, 당(唐) 때에는 이것의 약 3배였다. 송(宋) 이후에 1근이 약 600g으로 정착되어 오늘에 이르었다.
다만 삼국시대와 통일신라시대에 대한 여러 기록으로 역산할 수 있다. 《삼국사기》에서 황룡사 장육상은 구리 35,007근, 《삼국유사》에서 황룡사 보살상은 철 12,000근으로 만들었다고 기록하고 있다. 성덕대왕신종의 무게인 18.9톤을 통해 유추하면 중국 한대(250g 내외)와 유사한 약 250g 내외로 여겨진다.
고려시대는 정종 6년(1040년)에 저울의 단위를 정비하였기 때문에 근의 무게에 큰 변화가 있었을 것으로 생각된다. 다만 고려시대 근의 무게를 이해할 수 있는 자료가 매우 부족하기 때문에, 금석문에 새겨진 기록과 실물 자료의 측정을 통해 유추할 수밖에 없다. 따라서 근의 무게는 중국 당대·송대처럼 약 630g 정도로 추측된다. 
조선시대 《경국대전》에 ‘황종관에 물의 중량 88분을 기준하였는데, 10리(釐)가 1분(分)이고, 10분이 1전(錢)이고, 10전이 1량(兩)이고, 16량이 1근(斤)이다’라고 기록하고 있는 자료를 통해 유추하면 1근은 641.946g이다. 《증보문헌비고》〈악고〉(樂考)에는 고종 광무 6년(1902년)에 평식원에서 척근법을 개정함에, 1리보다 더 작은 단위로 호(毫, 1/10리), 사(絲, 1/10호), 홀(忽, 1/10사)이 나타나며, 1킬로그램은 26냥 6전 6분 6리 6호 6사 7홀(정확히는 6사 아래로 6홀.666…….)에 해당한다. 
오늘날 고기를 측정할 때 1근은 16냥으로 약 600그램에 해당하고, 과일이나 채소 따위를 잴 때는 한 관의 10분의 1, 곧 1냥의 10배로 375그램에 해당한다.
약재의 경우 약재 40냥을 1근으로 보는데, 이때 약재 1냥은 4돈(약 15g)이므로, 1근은 160돈이고 미터법으로는 약 600g이다.

## 같이 보기
- 척근법

## 참고 자료
- 근(斤) - 한국민족문화대백과사전